# William Frederick Koch
William Frederick Koch (1885 – 1967) è stato un medico e imprenditore statunitense.
Negli anni '40 introdusse in commercio il glicoxilide, un farmaco che egli asseriva potesse guarire il cancro. Le sue asserzioni non furono mai scientificamente provate, e il suo metodo non è tra quelli ammessi dalla Food and Drug Administration statunitense per la cura o il trattamento del cancro.

## Biografia
Nato nel 1885, conseguì nel 1909 il Baccalaureato in Chimica all'università del Michigan,  il Master Degree nel 1910, il PhD nel 1916. Qui, apprese i principi dell'omeopatia da A. W. Dewey. Nel 1914 divenne professore di fisiologia al Detroit College of Medicine, ed in seguito direttore dello stesso Dipartimento, che nel 1918 gli conferì un MD degree.
Negli anni '40, annuncio la scoperta del glicoxilide, una panacea miracolosa in grado di curare una lunga lista di malattie, anche se somministrata in dosi diluite nell'ordine di una parte di principio attivo per trilione, come accade per i preparati omeopatici, e commercializzò questo prodotto tramite un ente benefico chiamato Christian Medical Research League. Non rivelò mai il metodo di preparazione del glicoxilide, e non vi fu mai evidenza da parte dei terzi di un qualsiasi effetto terapeutico del glicoxilide, a qualsivoglia dosaggio. Secondo alcune analisi di laboratorio, si trattava di comune acqua distillata. 
La FDA ascoltò Koch in audizione per due volte, nel 1943 e nel 1946. Dopo che la FDA ispezionò i suoi laboratori, Koch annunciò il suo ritiro ed emigrò in Brasile nel 1950.
Morì nel 1967.

## Il metodo
Circa tremila malati che seguivano questo metodo negli Stati Uniti, pagavano 25 dollari per un'ampolla e fino a 300 dollari per una iniezione.
Negli anni '50, pubblicò alcuni studi sul ruolo dei radicali liberi e delle reazioni di ossido-riduzione molecolare nella diffusione del cancro. Un prodotto noto come il trattamento di Koch continuò ad essere commercializzato in Messico molto tempo dopo la scomparsa dal mercato statunitense.